# Альсфельд
Альсфельд (нем. Alsfeld) — город в Германии, в земле Гессен. Подчинён административному округу Гиссен. Входит в состав района Фогельсберг. Население составляет 16 351 человек (на 31 декабря 2010 года). Занимает площадь 129,69 км². Официальный код — 06 5 35 001.
Город подразделяется на 16 городских районов. Является промежуточным этапом туристического маршрута «Немецкая дорога сказок».

## Города-побратимы
- Нью-Миллс[англ.], Великобритания (1962)
- Наксков, Дания (1963)
- Шавиль, Франция (1974)
- Амштеттен, Австрия (1979)
- Спишска-Нова-Вес, Словакия (1992)

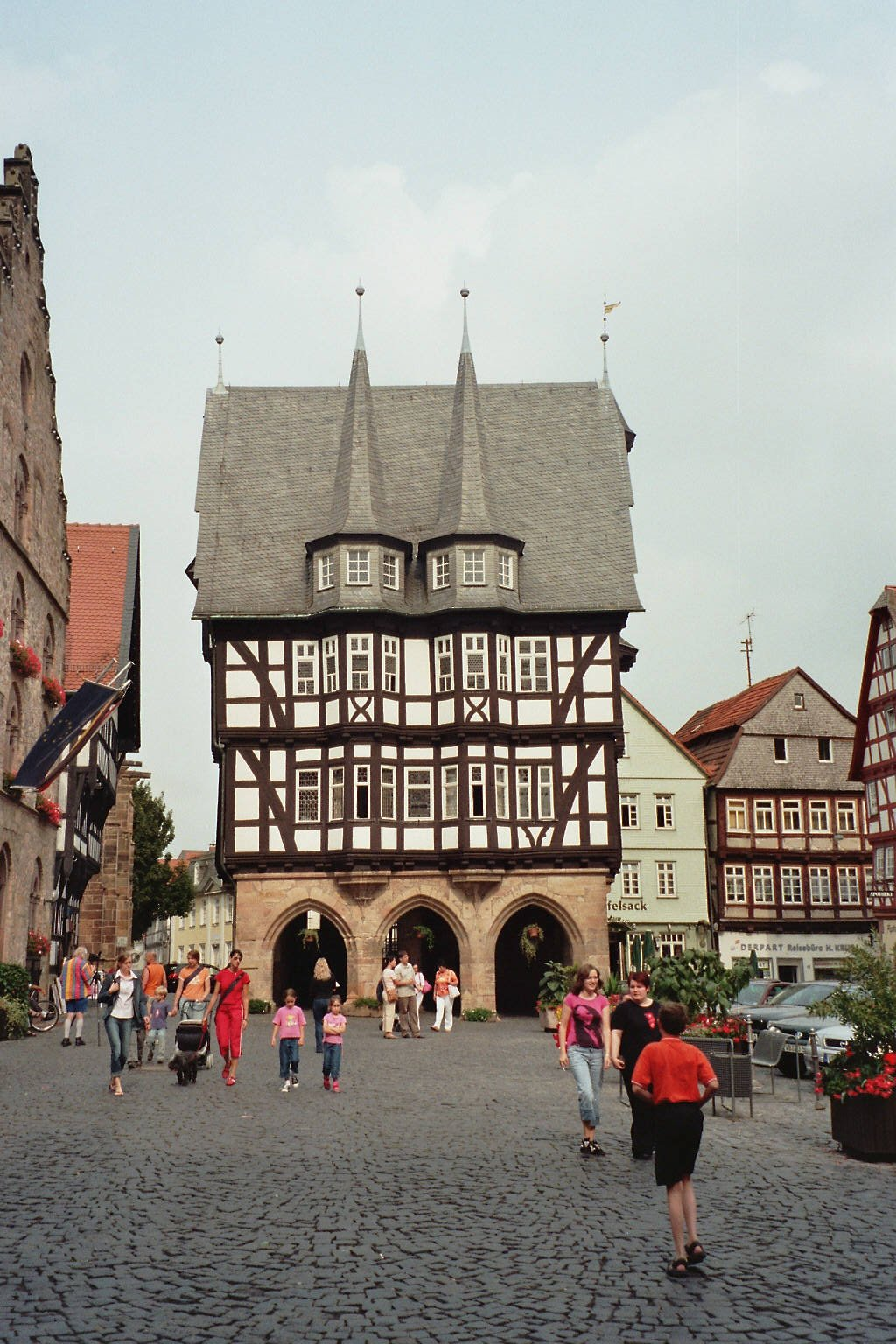
Альсфельд

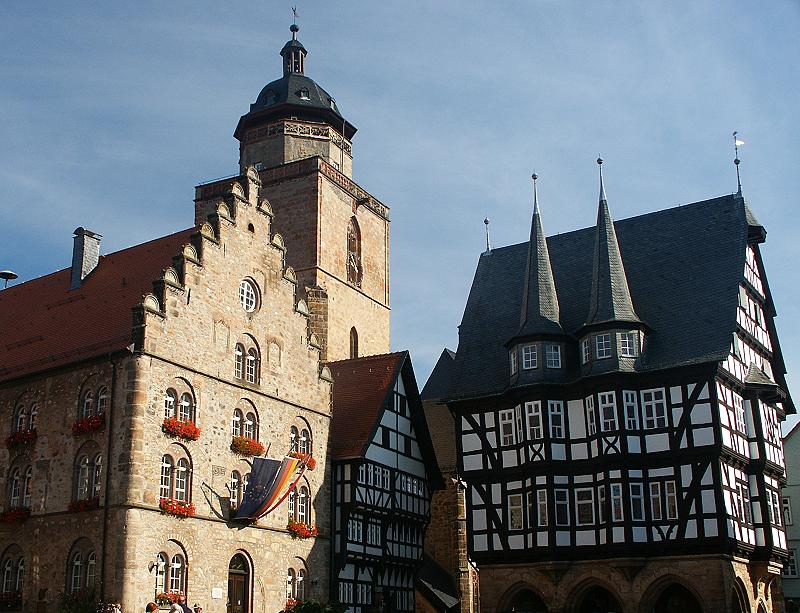
Альсфельд